# Kukawki (powiat siedlecki)
Kukawki – wieś w Polsce położona w województwie mazowieckim, w powiecie siedleckim, w gminie Przesmyki. Ma status sołectwa.
W latach 1975–1998 miejscowość należała administracyjnie do województwa siedleckiego.
We wsi działa założona w 1965 roku jednostka ochotniczej straży pożarnej. Jednostka posiada samochód ratowniczo-gaśniczy GBAM 2,5/16/8 Star 200.